# 韩京承
韩京承（1941年—2009年6月9日），笔名景重，男，湖南溆浦人，中华人民共和国政治人物，曾任中共江西省委组织部副部长，江西省政协副主席。